# Communauté de communes Isle Vern Salembre en Périgord
Die Communauté de communes Isle Vern Salembre en Périgord ist ein französischer Gemeindeverband mit der Rechtsform einer Communauté de communes im Département Dordogne in der Region Nouvelle-Aquitaine. Sie wurde am 1. Januar 2014 gegründet und umfasst 16 Gemeinden. Der Verwaltungssitz befindet sich im Ort Saint-Astier.

## Mitgliedsgemeinden
| Gemeinde                                              | Einwohner 1. Januar 2022 | Fläche km² | Dichte Einw./km² | Code INSEE | Postleitzahl |
| ----------------------------------------------------- | ------------------------ | ---------- | ---------------- | ---------- | ------------ |
| Beauronne                                             | 372                      | 19,24      | 19               | 24032      | 24400        |
| Chantérac                                             | 647                      | 18,94      | 34               | 24104      | 24190        |
| Douzillac                                             | 846                      | 17,17      | 49               | 24157      | 24190        |
| Grignols                                              | 668                      | 20,41      | 33               | 24205      | 24110        |
| Jaure                                                 | 178                      | 7,54       | 24               | 24213      | 24140        |
| Léguillac-de-l’Auche                                  | 974                      | 14,31      | 68               | 24236      | 24110        |
| Montrem                                               | 1.203                    | 20,15      | 60               | 24295      | 24110        |
| Neuvic                                                | 3.663                    | 25,82      | 142              | 24309      | 24190        |
| Saint-Aquilin                                         | 463                      | 22,35      | 21               | 24371      | 24110        |
| Saint-Astier                                          | 5.309                    | 34,25      | 155              | 24372      | 24110        |
| Saint-Germain-du-Salembre                             | 906                      | 19,55      | 46               | 24418      | 24190        |
| Saint-Jean-d’Ataux                                    | 132                      | 12,11      | 11               | 24424      | 24190        |
| Saint-Léon-sur-l’Isle                                 | 2.072                    | 14,78      | 140              | 24442      | 24110        |
| Saint-Séverin-d’Estissac                              | 91                       | 5,31       | 17               | 24502      | 24190        |
| Sourzac                                               | 1.127                    | 23,37      | 48               | 24543      | 24400        |
| Vallereuil                                            | 261                      | 9,27       | 28               | 24562      | 24190        |
| Communauté de communes Isle Vern Salembre en Périgord | 18.912                   | 284,57     | 66               | –          | –            |